# Jean-Louis Normandin
Jean-Louis Normandin est un ancien grand reporter de France 2. Il a été  enlevé au Liban en mars 1986 et detenu pendant 628 jours.

## Biographie
Jean-Louis Normandin est né en 1951. Il est originaire de Fargues-Saint-Hilaire, près de Bordeaux. 
Il a été fait Chevalier de la Légion d’Honneur en 2007.
Fils unique d’une famille de petits commerçants, Jean-Louis Normandin passe son enfance dans un pensionnat à Arcachon. Pas très travailleur, il  redouble sa troisième et rate son bac. Autodidacte, il rentre dans le monde de la télévision par la filière technique en réalisant d’abord des films d’entreprise puis pour les JT. Il commence comme technicien chez France Télévision (alors Antenne 2). Il se voit proposer une formation de journaliste reporter d'images à son retour de captivité. Nommé rédacteur en chef adjoint à la rédaction de France 2, il sera chargé de la couverture des voyages officiels du Président de la République et du Premier Ministre. Il effectue toute sa carrière à France 2, jusqu’à sa retraite en 2008,. Jean-Louis Normandin co-fonde l’association Otages du Monde en 2004. Il en est le président depuis fin 2010.

## Enlèvement et détention
Jean Louis Normandin a été capturé par un groupe terroriste, l'OJR (Organisation de la Justice Révolutionnaire) à Beyrouth le 8 mars 1986 avec son équipe de reportage (Philippe Rochot, Georges Hansen, Aurel Cornea) alors qu’ils tentaient d’expliquer les circonstances de la mort du chercheur Michel Seurat, otage à Beyrouth, dont les ravisseurs avaient annoncé l’exécution. Il restera détenu durant 628 jours et sera libéré le 27 novembre 1987, en même temps que son confrère Roger Auque qu'il rencontre le jour de sa libération dans le coffre d'une voiture.